# World Series of Poker 1977
De World Series of Poker 1977 werd gehouden in de Binion's Horseshoe in Las Vegas van 28 april t/m 15 mei. Het was de 8ste editie van de World Series of Poker, het grootste pokerevenement ter wereld.

## Toernooien
| Event                        | Winnaar          | Prijs   |
| ---------------------------- | ---------------- | ------- |
| $500 Ace to Five Draw        | Billy Allen      | $10.800 |
| $10.000 Deuce to Seven Draw  | Bobby Baldwin    | $80.000 |
| $5.000 Seven Card Stud       | Bobby Baldwin    | $44.000 |
| $500 Seven Card Razz         | Gary Berland     | $8.300  |
| $1.000 Seven Card Stud Split | Doyle Brunson    | $62.500 |
| $5.000 Ace to Five Draw      | Perry Green      | $10.000 |
| $1.000 No Limit Hold'em      | George Huber     | $33.000 |
| $1.500 No Limit Hold'em      | Louis Hunsucker  | $34.200 |
| $100 Ladies' Seven Card Stud | Jackie McDaniels | $5.580  |
| $1.000 Seven Card Stud Split | Fats Morgan      | $10.800 |
| $500 Seven Card Stud         | Jeff Sandow      | $11.400 |
| $5.000 Seven Card Razz       | Richard Schwartz | $25.000 |

## Main Event
Het Main Event was het grootste toernooi van de WSOP van 1977. Het is een 10.000 dollar No-Limit Texas Hold'em toernooi. De winnaar van dit toernooi wordt gezien als de officieuze wereldkampioen poker. Er deden in totaal 34 spelers mee.

### Finaletafel
| Positie | Naam          | Prijs    |
| ------- | ------------- | -------- |
| 1       | Doyle Brunson | $340.000 |
| 2       | Gary Berland  | Geen     |
| 3       | Milo Jacobson | Geen     |
| 4       | Andy Moore    | Geen     |
| 5       | Onbekend      | Geen     |
| 6       | Onbekend      | Geen     |